# بنجامين جونسون
بنجامين جونسون (بالإنجليزية: Benjamin Johnson)‏ هو محامي وقاضي أمريكي، ولد في 22 يناير 1784، وتوفي في 2 أكتوبر 1849 في ليكسينغتون في الولايات المتحدة.